# Ardeuil-et-Montfauxelles
Ardeuil-et-Montfauxelles é uma comuna francesa na região administrativa de Grande Leste, no departamento Ardenas. Estende-se por uma área de 4,33 km². Em 2010 a comuna tinha 73 habitantes (densidade: 16,9 hab./km²).